# Paratamboicus segadasi
Paratamboicus segadasi is een hooiwagen uit de familie Sclerosomatidae.